# Pi (bokstav)
Pi (grekiska πι pi) (versal: Π, gemen: π eller ϖ) är den 16:e bokstaven i det grekiska alfabetet. Den har ljudvärdet [p], och i modern grekiska ibland även [b]. Dess motsvarighet i det latinska alfabetet är P, p, och i det kyrilliska alfabetet П, п. I det joniska talbeteckningssystemet hade pi värdet 80.

## Unicode
|   | decimalt | hexadecimalt | HTML |
| - | -------- | ------------ | ---- |
| π | 960      | 3C0          | &pi; |
| Π | 928      | 3A0          | &Pi; |

I datorer, då Unicode används, lagras den grekiska bokstaven Π med koden 3A0(hex) och π med koden 3C0(hex). Tecknen stöds inte av någon annan teckenuppsättning som är eller varit vanlig i Sverige. I Grekland används ISO/IEC 8859-7 utöver Unicode. I HTML kan &Pi; eller &pi; skrivas.